# Katifóri
Katifóri (Katifori) är en ort i Grekland.   Den ligger i prefekturen Nomarchía Anatolikís Attikís och regionen Attika, i den sydöstra delen av landet, 40 km norr om huvudstaden Aten. Katifóri ligger 43 meter över havet och antalet invånare är 122.
Terrängen runt Katifóri är platt åt nordväst, men åt sydost är den kuperad. Havet är nära Katifóri norrut. Runt Katifóri är det ganska tätbefolkat, med 144 invånare per kvadratkilometer. Närmaste större samhälle är Vasilikón, 14,0 km norr om Katifóri. Trakten runt Katifóri består till största delen av jordbruksmark.